# Jeannette Campbell
Pour les articles homonymes, voir Campbell.
Jeannette Morven Campbell, née le 8 mars 1916 à Saint-Jean-de-Luz et morte le 15 janvier 2003 à Buenos Aires, est une nageuse argentine, spécialiste des courses de nage libre.

## Carrière
Jeannette Campbell fait partie de la délégation argentine présente aux Jeux olympiques de 1936 de Berlin ; elle  remporte la médaille d'argent sur 400 mètres nage libre. Elle remporte aussi l'or à quatre reprises aux Championnats sud-américains, en 1935, 1937, 1938 et 1939. Elle est aussi quadruple championne d'Argentine du 100 mètres nage libre.
Elle intègre l'International Swimming Hall of Fame en 1991.